# Богословка (Рассказовский район)
Богословка — село в Рассказовском районе Тамбовской области. Входит в состав Озёрского сельсовета.
С 1861 по 1926 год село являлось центром Богословской волости Кирсановского уезда. С 1926 по 1928 год вошла в состав Курдюковской волости. С 1928 по н. в. в Озёрский сельсовет Рассказовского района.

## География
Село находится в центрально-восточной части региона, в лесостепной зоне, в пределах Тамбовской равнины, на берегах реки Нару-Тамбов, в 25 км к юго-востоку от Рассказова и к 8, 25 км к северу от Посёлка имени 2-й Пятилетки.

### Климат
Климат характеризуется как умеренно континентальный, с относительно жарким летом и холодной продолжительной зимой. Среднегодовая температура воздуха — 5,4 °С. Средняя температура воздуха самого тёплого месяца (июля) — 19,9 °C (абсолютный максимум — 38,4 °С); самого холодного (января) — −10 °C (абсолютный минимум — −36,9 °С). Безморозный период длится 145—155 дней. Длительность вегетационного периода составляет 180—185 дней Среднегодовое количество атмосферных осадков составляет 525 мм, из которых 342 мм выпадает в период с апреля по октябрь. Снежный покров образуется в последней декаде ноября — начале декабря и держится в течение 125—130 дней.

## История

### XIX век
Первичных документов о времени основания упомянутого поселения не обнаружено. Однако, надо полагать, основано оно крепостными крестьянами генерала Андреевского в канун проведения 7-й ревизии 1816 года. В числе первых жителей - глав семейств крепостных крестьян - были: Савиновы Петр и Дементий, Дунаев Еремей, Бирюков Василий, Михайлов Елистрат, Политов Харитон, Белокопытов Федор, Авдеев Антон, Шейкин Родион, Тюрин Данил, Федосеевы Казьма и Тарас, Власов Иван, Серегин Савелий, Медведев Иван, Серовы Степан и Григорий, Сюсюкин Борис, Насонов Савелий, Четвериков Петр, Ворожейкин Филипп, Кульков Яков, Кошелев Григорий... Свои дома они построили на правом берегу крутого отрога реки Лесной Тамбов.
После смерти богатого помещика Пашкова Алексея Александровича его дочери — сёстры Дарья Полтавцева и Елизавета Андреевская — поделили между собой крепостных крестьян своего отца, проживавших в деревнях Введенской и Петровской (ныне Пичаевский район). Елизавета Андреевская доставшихся ей крестьян — 105 мужских душ (18 семей) — в 1823 году переселила в свою вотчину. Из Введенской переселилось в Богословку 10 семей: Сухова Сидора Николаевича (7 мужских душ), Косорылова Марка Савельевича (7 мужских душ), Ворожейкина Филиппа Афанасьевича (6 мужских душ), Мускатина Степана Никитьевича (10 душ), Сковородникова Панфила Прокопьевича (8 душ), Дормокина Василия Григорьевича (8 душ), Сухова Потапа (6 душ), Лаврушкина Кузьмы Лаврентьевича (4 души), Соколинского Петра Кондратьевича (6 душ), Тихонова Петра Терентьевича (7 душ). В это же время из деревни Петровской прибыли: Стрыков Архип Афанасьевич (4 мужских души), Стрыков Трофим Александрович (2 души), Стрыков Василий Афанасьевич (7 душ), Журавлев Фрол Селивестрович (5 душ), Журавлев Иван Ефимович (6 душ), Курапов Матвей Никонович (7 душ), Глухов Леонтий Семенович (5 душ). Свои дворы переселенцы построили обособленно, на левой, пологой, стороне упомянутого отрога.
Богословка упоминается в документах ревизской сказки 1834 года под названием: «Деревня Богословка». Принадлежала генерал-майорше Елизавете Алексеевне Андреевской (урожденная Пашкова), жене Степана Андреевского. Население мужского пола — 340, женского пола — 333 человека, а их домов — 56.
Летом 1837 года была начата постройка тёплого каменного храма, в честь "Христорождения", на средства генеральши Елизаветы Алексеевны Андреевской. Первый камень в основание храма заложил епископ Тамбовской епархии Арсений, прибывший туда по приглашению Андреевской. Строительство продолжалось два с половиной года и завершилось уже в январе 1839 г., 15 числа она была освещена тем же Епископом. Наружный вид церкви был продолговатый крест, окна в 2 яруса в верхнем ярусе полуарками, в окнах железные решётки, купол на храме один - глухой, крест деревянный, вызолоченный, обитый железом, кровля железная, крашенная медянкой. Храм имел две печи, впоследствии в виду угара топка печей была остановлена. Престол один, алтарь без разделения, стены внутри храма окрашены под голубой небесный цвет.
В 1860 году село принадлежало Михаилу Степановичу Андреевскому.
В 1862 году село насчитывало 82 крестьянских двора с населением мужского пола: — 363, население женского пола — 368 душ. Имелась одна православная церковь.
В 1886 году село насчитывало 141 двор с населением 957 жителей. В нём находились волостное правление, церковь, богадельня и почтовая станция.
В период с 1870 по 1886 г. в селе произошли 9 пожаров, из всех 159 домохозяев пострадали 89, всего сгоревших строений - 198. Сумма выданная на восстановление - 3249 руб.
Примерно в это же время создаётся первый фельдшерский пункт, уничтоженный в 1890 году, из-за сокращения их числа.
В августе 1894 года село и местный храм проездом посетил епископ Тамбовский и Шацкий Александр. В этом же году было открыто церковно-приходское попечительство с 23 членами под председательством дворянина Владимира Михайловича Андреевского, он также некоторое время был церковным старостой. Церковным старостой в то время был запасной младший унтер-офицер Василий Савинов, в 1897 г. он увеличил церковные доходы. При храме были любительский церковный хор под управлением учителя земской школы. 
В 1895 году в селе было построено новое здание школы на средства Андреевских. Это было деревянное двухклассное здание. При ней было 2400 кв. земли. Ежегодно в ней обучалось до 80 человек (70 мальчиков и 10 девочек).
С 1895 по 1896 год в Богословке впервые проводились народные чтения. До этого в селе несколько лет велись вечерние занятия с окончившими курс сельской школы, на них присутствовали и взрослые, преимущественно члены общества трезвости, это подготовило почву для устройства народных чтений. Для них местной землевладелицей был приобретён фонарь. Чтения производились местным священником, школьным учителем, окончившими курс школы и одним лицом из местной интеллигенции. Чтения производились 34 раза, на каждом из них присутствовало в среднем 150 человек, а всего пришло около 5000. Чтения произносились два раза в неделю, в четверг и воскресенье, в 3 часа для женщин, в 6 часов для мужчин. Успех народных чтений препятствовала теснота помещения, отчасти она была устранена уничтожением арки, разделявшая две комнаты, так получилась одна большая комната для слушателей.
Во время всеобщей переписи 1897 г. переписчиком был Владимир Андреевский, во время обхода жителей он был поражён бедностью большинства крестьянских семей. 
С 23 мая 1897 по 1 июня 1898 г. снова проводились народные чтения. Проводились они также как и прошлые на средства попечительницы местной школы Марии Владимировны Андреевской. Чтения проводились два раза в неделю (в четверг и воскресенье) В чтении принимали участия: священник Виктор Петрович Воинов, учитель Василий Дмитриевич Радугов, помощник волостного писаря Евдоким Васильевич Воротилов и окончившие курс школы крестьяне, фонарём каждый раз управлял машинист из поместья Андреевских Андрей Афанасьевич Афанасьев. В это время был открыт книжный склад.
4 февраля 1899 года в селе был собран волостной сход по поводу ходатайства об открытии фельдшерского пункта в Богословке. Причины были следующие: Богословская волость находилась далеко от Калугинского медицинского участка, к которому она относилась, добираться туда было крайне затруднительно во время осенней и весенней распутицы, большая часть крестьян в волости не имела собственных лошадей и приходилось непосильно их нанимать, за последние годы в Богословской волости существовали повальные болезни, которые за не имением фельдшера не прекращались. В виду этих причин волостной сход обязался выстроить для фельдшера и аптеки помещение, а также их содержать. Построенное помещение для аптеки и квартиры фельдшера было осмотрено земским врачом В. М. Шелоумовым. По его осмотру помещение оказалось хорошим и состоящим из двух комнат: комнаты для фельдшера и помещение для аптеки, кроме того была небольшая кухня. 
Некоторые крестьяне в том же году уезжали на отхожие промыслы на сельхоз и земляные работы в Санкт-Петербург, Сибирский край и Новочеркасск.

### Нач. XX века
В 1901 г. храм начал ремонтироваться на это были выделены церковные средства в размере 301 руб. 74 к. В 1902 году почётный гражданин Яков Прокофьевич Кривошеин участвовал в этом и пожертвовал на эти нужды 200 рублей и был избран новым церковным старостой, в 1905 г. он был уволен по собственному прошению. Его место занял Егор Стрыков на одно трёхлетие.
Во время Революции 1905-1907 годов в селе происходили революционные выступления.
14 июля 1909 года Христорождественская церковь сгорела в следствии грозы во время страшной бури, от неё остались одни стены. Внутреннее имущество с большими повреждениями, было спасено, но тело иконостаса сгорело. На время была приспособлена вместо церкви церковная деревянная караулка. 25 сентября бывший храм посетил и освятил епископ Козловский Григорий. Престол караулки тот же — в честь Рождества Христова. На восстановление церкви требовалось более 10000 рублей, в то время как у притча было 2200. Прихожане и попечительство церкви в 1911 г. обращались к духовенству Тамбовской епархии за ссудой, в размере 6 тысяч рублей, на построение нового храма и освобождение церкви от от взносов на время постройки. Ходатайство было отклонено, по причине не имения денежных средств и было передано на обсуждение к местным благочинническим округам.

Вот как описывается село по епархиальным сведениям в 1911 году:
Богословское (Босословка). Церковь каменная, теплая построена в 1837 году на средства генеральши Андреевской. В настоящее время церковь сгорела, остались одни стены, на время приспособлена деревянная караулка. Престол - в честь Рождества Христова.
Всего дворов в приходе 421, д. м. п. 1282, ж. п., 1293, великороссы, земледельцы, имеют земли от 3,5 до 6 дес. на душу. Река Нару-Тамбов.
В приходе три деревни: 1) Александровка, 78 дв., м. п. 244, ж. п. 255, в 3 в. от церкви, 2) Павловка (Софьинка), 82 двора м. п. 259, ж. п. 250, в 3 в. и Озёрки (Казачка), 72 двора, м. п. 269, ж. п. 278, в 7 в.  
Имение и хутор дворянина Владимира Михайловича Андреевского, 7000 дес. земли, в 7 верст., в 7 вер., хутор "Садки" Белозёрско-Белосельской, бывший Скобелевский, в 7 вер.. 
Школы: в деревне Озёрках церковно-приходская, одноклассная, смешанная, в селе Богословском и деревне Александровке земские, тоже одноклассные, смешанные, законоучителю в школах по 50 руб. в год. Есть церковно-приходское попечительство. Имеются опись церковного имущества и метрические книги с 1837 года.
Штат: священник Виктор Петрович Воинов (1855), диакон Сергей Фёдорович Виноградов (1845) и псаломщик Иван Яковлевич Дьяконов (1888). У причта земли по 31,5  усадебной и 61 дес. пахотной, в трёх местах, в 0,5 и 2 вер. от церкви, удобные. Земля даёт годового дохода от 20 до 25 руб. с десятины. Братский годовой доход 1000 руб. Церковный капитал 2000 руб.
Приход от ст. "Ломовис" в 18 вер., благочинного в 40 в., базаров в 7 и 18 вер., фельдшерский пункт и волостное правление в самом селе, ближайшая церковь с. Курдюки в 8 вер., гор. Кирсанова в 45 вер. и гор. Тамбова в 50 вер. Адрес: для корреспонденции - гор. Кирсанов, Богословское волостное правление, а для телеграмм - ст. "Ломовис", с. Богословское. Земский начальник 7 уч., пристав 2 стана Кирсановского уезда. 

Село Богословское и деревня Александровка Кирсановского уезда, а деревни Озёрки и Павловка Тамбовского уезда.
В 1913 год в состав Богословской волости входили: с. Богословка, с. Алексеевка, д. Александровка, д. Богоявленка, д. Ильинка. Учителями земской школы были учитель Иван Лукич Пережогин и законоучитель Виктор Петрович Воинов.
В 1914 году село насчитывало 1332 жителя, количество десятин земли - 1120. Престольный праздник - 5 октября. В селе имелись земская школа, фельдшерский пункт. Жители по большей части работали в крупном имении Андреевского.
4 июня 1915 года в 4 часа дня село и местный храм посетил настоятель Тамбовского Казанского монастыря, епископ Тамбовский и Шацкий Кирилл.Встречу в с прихожанами епископ начал с проповеди и тропаря на тему Рождества Христова. После проповеди началось благословление всех присутствующих, под конец когда спутники епископа начали раздавать листовки для чтения многие старались вырвать их из рук раздающих, во избежание беспорядков раздачу было принято прекратить. Далее епископ посетил дом священника и отправился в Курдюки. На тот момент внутри бывший храм содержался чисто, но снаружи он нуждался в основательном ремонте, состав причта был новый, молодой.

### Советский период
3 июля 1921 г. во время Тамбовского восстания в Богословке было взято 58 заложников. 4 июля была расстреляна первая партия в 21 человек, а 5 июля - 15 человек.
В 1923 году село насчитывало 263 двора с населением 1538 жителей. Имелись фельдшерский пункт, единая трудовая школа I степени, волостная библиотека, Богословское единое потребительное общество, сельхоз. артели.
В 1926 году село Богословка входило в Курдюковскую волость.
В годы коллективизации был образованы 2 колхоза "им. Коминтерна" и "Ленинская искра".

## Население
В 1834 году мужского пола — 340, женского пола — 333 человека, а их домов — 56.
По данным Всесоюзной переписи 1926 года село насчитывало 299 домохозяйств с населением мужского пола — 684, женского — 778. Всего 1462 жителей.
В 1932 году село насчитывало 1168 жителей.
В 1989 году село насчитывало 646 жителей.
В 2002 году село насчитывало 586 жителей.

В 2019 году село насчитывало 437 жителей
| 2010 |
| ---- |
| 528  |

## [10]Примечания
1. 1 2  Всероссийская перепись населения 2010 года. 9. Численность населения городских округов, муниципальных районов, городских и сельских поселен
2. ↑  Приказ Министерства природных ресурсов Российской Федерации от 28 марта 2007 г. № 68 «Об утверждении Перечня лесорастительных зон и лесных районов Российской Федерации»
3. 1 2  Генеральный план города Рассказово Тамбовской области (недоступная ссылка — история). Федеральная государственная информационная система территориального планирования (ФГИС ТП).
4. ↑  № 6 — Яндекс Поиск по архивам. yandex.ru (1 января 1895). Дата обращения: 25 января 2024. Архивировано 25 января 2024 года.
5. ↑  Вся Тамбовская губерния : Справочная книга на 1923 года. Дата обращения: 16 марта 2024. Архивировано 16 марта 2024 года.
6. 1 2  Списки населенных мест Тамбовской губернии (по данным Всесоюзной переписи 1926 года) : Кирсановский уезд / Ред. В. Я. Ноаров. — изд. Тамбовского губернского статистического отдела. — Тамбов, 1927. — С. 11. — 28 с.
7. ↑  Богословка, село - Рассказовский район - Тамбовская область. tambovgrad.ru. Дата обращения: 10 марта 2021. Архивировано 28 октября 2020 года.
8. ↑  Населенные пункты ЦЧО : [арх. 25 августа 2021] : Справочник. — Воронеж : Коммуна, 1932. — С. 160. — 357 с.
9. ↑  Генеральный план муниципального образования Озерский сельский совет.
10. ↑  863. Богословское (Богословка) // Историко-статистическое описание Тамбовской епархии / Под ред. А. Е. Андриевского. — Тамбов: изд. канц. Тамб. Духов. Консистории, 1911. — С. 583. — 909 с. Архивировано 14 июня 2021 года.